# شاهوردی سلطان زیاد اوغلی قاجار
شاهوردی سلطان زیاد اوغلی قاجار از امرا و سرداران نظامی قزلباش طایفه قاجار در دوره شاه طهماسب یکم و شاه اسماعیل دوم بود. وی پس از جنگ صفویان با شروانشاهان (۱۵۴۷) از سوی شاه تهماسب یکم به حکمرانی گنجه منصوب گردید.